# Louis Rock
Lode (Louis, Lodewijk Rock (Tienen, 1875 - aldaar, 1937) was een schrijver en gemeentepoliticus uit Tienen.
Rock behoorde reeds als scholier tot de oprichters van de Vlaamsgezinde gewestelijke studentenbond Hagelands Weergalm (lid van het Algemeen Katholiek Vlaamsch Studentenverbond). Hij was bestuurslid van dat AKVS voor het arrondissement Leuven.
In 1909 richtte hij mee de Algemeene Tooneelboekerij op. In 1926 volgde hij zijn vriend Lodewijk Dosfel als voorzitter daarvan op, en bleef jarenlang secretaris en bibliothecaris.
Hij was bediende bij de spoorwegen, maar was zeer actief in het Tiense cultuur- en onderwijsleven als voorzitter van de plaatselijke Davidsfondsafdeling, en oprichter en/of (mede)redacteur van verscheidene tijdschriften en voorzitter van de Vrienden van het Vrij Onderwijs.  Als voorzitter van de plaatselijke geschied- en oudheidkundige kring schreef hij onder meer kleine brochures, verkocht tegen 0,30 fr. (0,75 Eurocent) het stuk.
Vanaf 1932 was hij Tiens gemeenteraadslid voor de katholieke Vlamingen.
Hij schreef ook onder het pseudoniem van Bert van Weer en L. van Thienhoven.
Hij schreef onder meer:
- Dief
- Wat een vader lijden kan
- Foppers! (Klucht in één bedrijf), 1907